# Sommertshof
Sommertshof ist ein amtlich benannter Ortsteil der Stadt Velburg im Landkreis Neumarkt in der Oberpfalz in Bayern.

## Geographische Lage
Die Einöde liegt ca. 800 m südlich des ehemaligen Gemeindesitzes Reichertswinn im Oberpfälzer Jura der Frankischen Alb auf ca. 549 m ü. NHN in einer Senke zwischen dem Ratzenberg (602 m ü. NHN), dem Sommertsberg (580 m ü. NHN), dem Kohlberg (607 m ü. NHN) und der Kühbärnlohe (616 m ü. NHN). Sommertshof liegt an der Kreisstraße NM 1, von der südwestlich des Hofes die Kreisstraße NM 36 abzweigt.

## Ortsnamendeutung
Der Ortsname Sommertshof, ehemals auch Sommershof bzw. Sumbretshof, wird gedeutet als „Hof des Sundbert“.

## Geschichte
Ursprünglich gehörte die Einöde zur Herrschaft Helfenberg der Ehrenfelser und wurde von diesen verkauft. So ist um 1285 „Sumbretsdorf“ mit 1 Hof dem bayerisch-herzoglichen Amt Velburg zugehörig genannt. 1326 ist er in einem herzoglichen Salbuch als „Suomersdorf“ mit 2 Höfen aufgeführt. Sie wurden von Bayern an Adelige verliehen, so an die Herren von Buch (bis 1345) und an die Wolfsteiner. Im 17./18. Jahrhundert war strittig, ob die Einöde hochgerichtlich zu Velburg oder zur Herrschaft Helfenberg gehört. Am Ende des Alten Reiches, um 1800, bestand Sommertshof aus einem Anwesen des Amtes Velburg in der Größe eines ganzen Hofes, auf dem der Untertan Schmaußer saß.
Im Königreich Bayern (1806) wurden nach einer Verordnung vom 13. Mai 1808 Steuerdistrikte gebildet, darunter der Steuerdistrikt Sankt Wolfgang im Landgericht Parsberg, dem die Ortschaften Sankt Wolfgang, Sankt Colomann, Helmsricht, Grünthal und Sommertshof zugeteilt waren. Mit dem zweiten Gemeindeedikt von 1818 entstand daraus die Ruralgemeinde Sankt Wolfgang, aber bereits 1830 wurde diese Gemeinde mit der Gemeinde Reichertswinn vereinigt. Dabei blieb es bis zur Gebietsreform in Bayern, als die Gemeinde Reichertswinn  und damit auch die Einöde Sommertshof am 1. April 1971 nach Velburg eingemeindet wurden.

### Einwohnerzahlen
Die Einöde hatte
- 1836 10 Einwohner, 1 Haus,[8]
- 1867 11 Einwohner, 5 Gebäude,[9]
- 1871 8 Einwohner, 7 Gebäude, im Jahr 1873 einen Großviehbestand von 2 Pferden und 10 Stück Rindvieh,[10]
- 1900 14 Einwohner, 1 Wohngebäude,[11]
- 1925 7 Einwohner, 1 Wohngebäude,[12]
- 1938 9 Einwohner (nur Katholiken),[13]
- 1950 11 Einwohner, 1 Wohngebäude,[14]
- 1987 6 Einwohner, 1 Wohngebäude.[15]

Auch heute gibt es hier nur 1 Wohngebäude. Der landwirtschaftliche Betrieb bestand 2019 aus rund 300 Rindern. Außerdem hat der Hof eine Biogasanlage, mit der der Strombedarf von ca. 140 Haushalten abgedeckt werden kann. Die Bayerische Landesanstalt für Landwirtschaft verfügt hier über eine Agrarmeteorologische Station.

### Kirchliche Verhältnisse
Die Einöde gehört seit altersher zur katholischen Pfarrei Lengenfeld im Bistum Eichstätt, wohin die Kinder auch zur Schule gingen und wo der Lehrer zugleich Mesner war. Unter Pfalz-Neuburg wurde die Pfarrei 1556 der Reformation unterworfen; die Rekatholisierung erfolgte 1625. Den jeweiligen Glaubenswechsel mussten alle Untertanen, auch die Bewohner des Sommertshofes, vollziehen. Am 2. Mai 1859 wurde die Einöde nach Velburg umgepfarrt.

### Baudenkmal
Die von J. Schmauser 1892 errichtete Marienkapelle mit Giebeldachreiter, an der südlichen Hofzufahrt gelegen, gilt als Baudenkmal.